# Beauchastel
Pour les articles homonymes, voir Beauchastel (homonymie).
Beauchastel [boʃastɛl] est une commune française, située dans le département de l'Ardèche en région Auvergne-Rhône-Alpes.
Les habitants sont appelés les Beauchastellois et les Beauchastelloises.

## Géographie

### Localisation
Beauchastel est situé à 15 kilomètres de Valence et 25 kilomètres de Privas. La commune est rattachée à la communauté d'agglomération Privas Centre Ardèche.

### Géologie et relief
Beauchastel est une ville en pente (vieux village) et en plateau (extrémité), dont une partie de la ville se situe en montagne.
Une autre partie de la ville est construite au niveau de l'Eyrieux et d'un canal de dérivation du Rhône.

### Hydrographie
Au confluent de l'Eyrieux et du Rhône, au sud de Valence, Beauchastel a souvent été victime des crues de l'Eyrieux, jusqu'à la construction d'une digue en 1860.
La commune est également arrosée par le Turzon, un affluent en rive droite du Rhône.

### Climat
Pour des articles plus généraux, voir Climat d'Auvergne-Rhône-Alpes et Climat de l'Ardèche.
En 2010, le climat de la commune est de type climat méditerranéen franc, selon une étude du CNRS s'appuyant sur une série de données couvrant la période 1971-2000. En 2020, Météo-France publie une typologie des climats de la France métropolitaine dans laquelle la commune est dans une zone de transition entre le climat de montagne et le climat méditerranéen et est dans la région climatique  Moyenne vallée du Rhône, caractérisée par un bon ensoleillement en été (fraction d’insolation > 60 %), une forte amplitude thermique annuelle (4 à 20 °C), un air sec en toutes saisons, orageux en été, des vents forts (mistral), une pluviométrie élevée en automne (250 à 300 mm).
Pour la période 1971-2000, la température annuelle moyenne est de 12,9 °C, avec une amplitude thermique annuelle de 17,8 °C. Le cumul annuel moyen de précipitations est de 967 mm, avec 6,7 jours de précipitations en janvier et 4,8 jours en juillet. Pour la période 1991-2020, la température moyenne annuelle observée sur la station météorologique de Météo-France la plus proche, « Saint-Laurent Pape », sur la commune de Saint-Laurent-du-Pape à 3 km à vol d'oiseau, est de 13,6 °C et le cumul annuel moyen de précipitations est de 1 027,6 mm,. Pour l'avenir, les paramètres climatiques de la commune estimés pour 2050 selon différents scénarios d'émission de gaz à effet de serre sont consultables sur un site dédié publié par Météo-France en novembre 2022.

## Urbanisme

### Typologie
Au 1er janvier 2024, Beauchastel est catégorisée petite ville, selon la nouvelle grille communale de densité à 7 niveaux définie par l'Insee en 2022.
Elle appartient à l'unité urbaine de La Voulte-sur-Rhône, une agglomération intra-départementale dont elle est une commune de la banlieue,. Par ailleurs la commune fait partie de l'aire d'attraction de Valence, dont elle est une commune de la couronne,. Cette aire, qui regroupe 71 communes, est catégorisée dans les aires de 200 000 à moins de 700 000 habitants,.

### Occupation des sols
L'occupation des sols de la commune, telle qu'elle ressort de la base de données européenne d’occupation biophysique des sols Corine Land Cover (CLC), est marquée par l'importance des forêts et milieux semi-naturels (49 % en 2018), en diminution par rapport à 1990 (51 %). La répartition détaillée en 2018 est la suivante : 
forêts (28,3 %), milieux à végétation arbustive et/ou herbacée (20,6 %), cultures permanentes (18,7 %), zones agricoles hétérogènes (12,4 %), zones urbanisées (10,5 %), eaux continentales (8,1 %), zones industrielles ou commerciales et réseaux de communication (1,2 %).
L'évolution de l’occupation des sols de la commune et de ses infrastructures peut être observée sur les différentes représentations cartographiques du territoire : la carte de Cassini (XVIIIe siècle), la carte d'état-major (1820-1866) et les cartes ou photos aériennes de l'IGN pour la période actuelle (1950 à aujourd'hui).

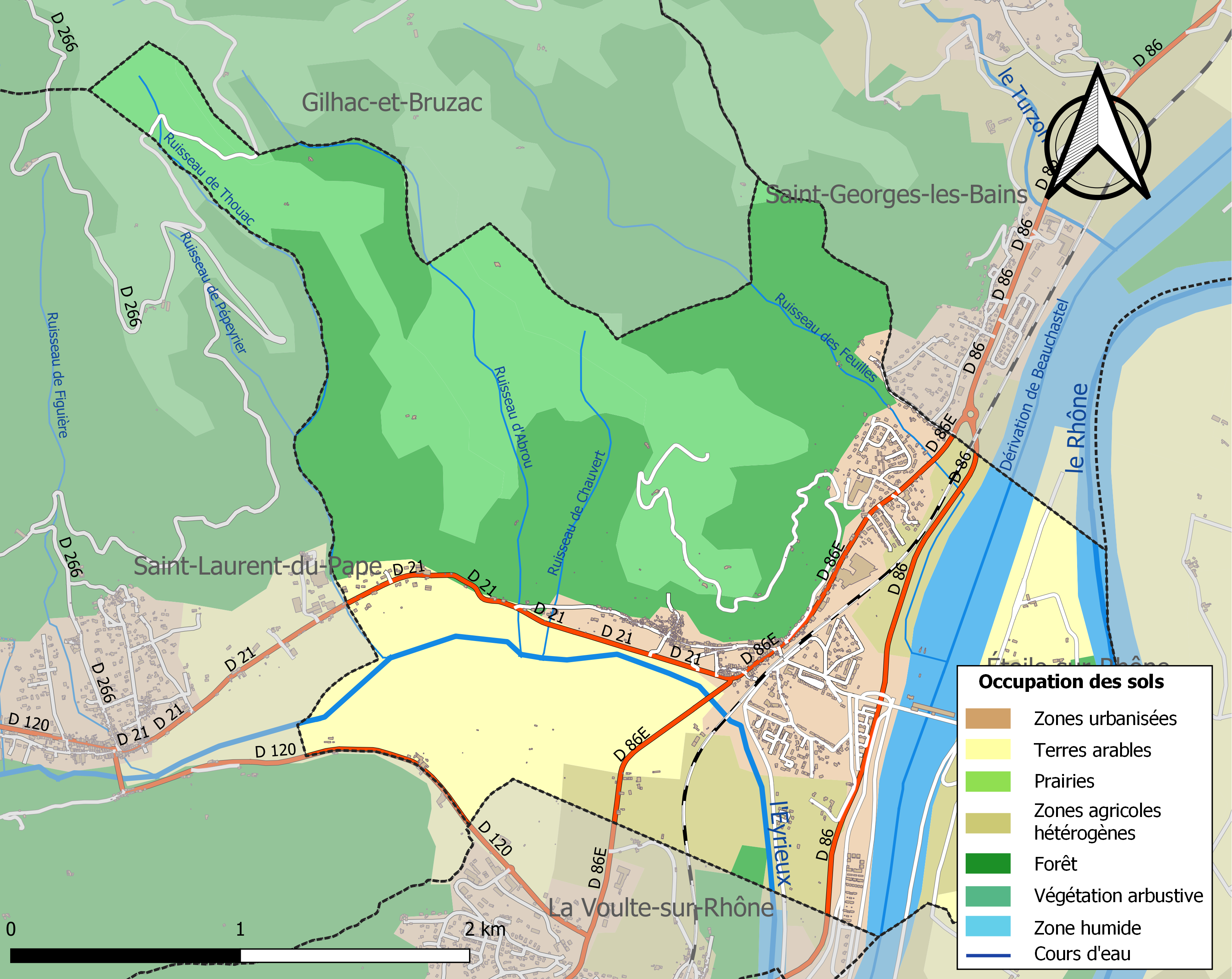
Carte des infrastructures et de l'occupation des sols de la commune en 2018 (CLC).

### Voies de communication et transports
La commune est traversée par l'ancienne route nationale 86 qui a été déclassée en route départementale (RD 86). Cette route, qui se présente selon un axe nord-sud, relie historiquement la ville de Lyon à celle de Nîmes.

### Risques naturels et technologiques

#### Risques sismiques
L'ensemble du territoire de la commune de Beauchastel est situé en zone de sismicité no 3 (sur une échelle de 1 à 5), comme la plupart des communes situées dans la vallée du Rhône et la Basse Ardèche, mais non loin de la limite orientale de la zone no 2 qui correspond au plateau ardéchois.
| Type de zone | Niveau            | Définitions (bâtiment à risque normal) |
| ------------ | ----------------- | -------------------------------------- |
| Zone 3       | Sismicité modérée | accélération = 1,1 m/s2                |

#### Autres risques
Le plan de prévention du risque inondation présente différentes zones du village sensibles aux crues de l'Eyrieux et du Rhône.

## Histoire
Le village tire son nom du château « Bel Castrum » érigé au XIIe siècle par les seigneurs Retourtour et Briand. Ravagé depuis par les guerres de Religion, il ne reste de cette place forte que la tour qui domine le village.
Aux XVIIe et XVIIIe siècles, Beauchastel fut un des greniers à sel du royaume.

## Politique et administration

### Administration municipale
Le conseil municipal, élu à la suite des élections municipales de 2020, est composé de dix-neuf membres, dont cinq adjoints, deux conseillers municipaux délégués, sept conseillers municipaux de la majorité et quatre conseillers municipaux d'opposition.

### Liste des maires
| Période                                  | Période                       | Identité      | Étiquette | Qualité                    |
| ---------------------------------------- | ----------------------------- | ------------- | --------- | -------------------------- |
| Les données manquantes sont à compléter. |                               |               |           |                            |
| mars 1977                                | juin 1995                     | Henri Bouvier | PS        | Enseignant                 |
| juin 1995                                | mai 2020                      | Alain Valla   | PS        | Retraité de l'enseignement |
| mai 2020                                 | En cours (au 23 janvier 2021) | Karine Takes, |           | Infirmière                 |

## Population et société

### Démographie
L'évolution du nombre d'habitants est connue à travers les recensements de la population effectués dans la commune depuis 1793. Pour les communes de moins de 10 000 habitants, une enquête de recensement portant sur toute la population est réalisée tous les cinq ans, les populations de référence des années intermédiaires étant quant à elles estimées par interpolation ou extrapolation. Pour la commune, le premier recensement exhaustif entrant dans le cadre du nouveau dispositif a été réalisé en 2004.

En 2022, la commune comptait 1 847 habitants, en évolution de +1,99 % par rapport à 2016 (Ardèche : +2,48 %, France hors Mayotte : +2,11 %).
| 1793 | 1800 | 1806 | 1821 | 1831 | 1836 | 1841 | 1846 | 1851 |
| ---- | ---- | ---- | ---- | ---- | ---- | ---- | ---- | ---- |
| 578  | 487  | 569  | 678  | 817  | 847  | 866  | 840  | 840  |

| 1856 | 1861 | 1866 | 1872 | 1876  | 1881 | 1886 | 1891 | 1896 |
| ---- | ---- | ---- | ---- | ----- | ---- | ---- | ---- | ---- |
| 873  | 845  | 841  | 871  | 1 038 | 949  | 896  | 957  | 829  |

| 1901 | 1906 | 1911 | 1921 | 1926 | 1931 | 1936 | 1946 | 1954 |
| ---- | ---- | ---- | ---- | ---- | ---- | ---- | ---- | ---- |
| 796  | 789  | 763  | 807  | 910  | 856  | 840  | 801  | 863  |

| 1962  | 1968  | 1975  | 1982  | 1990  | 1999  | 2004  | 2006  | 2009  |
| ----- | ----- | ----- | ----- | ----- | ----- | ----- | ----- | ----- |
| 1 008 | 1 064 | 1 544 | 1 614 | 1 462 | 1 565 | 1 604 | 1 740 | 1 647 |

| 2014  | 2019  | 2022  | - | - | - | - | - | - |
| ----- | ----- | ----- | - | - | - | - | - | - |
| 1 812 | 1 844 | 1 847 | - | - | - | - | - | - |

### Enseignement
Beauchastel dépend de l'académie de Grenoble. Les élèves commencent leur scolarité à l'école maternelle « les Petits Lutins » et l'école primaire  « le Pré vert » de la commune. Le collège public le plus proche se situe à La Voulte-sur-Rhône. Quatre lycées sont disponibles à Valence (Drôme), et deux lycées sont disponibles à Privas.

### Culture
- Bibliothèque municipale de Beauchastel[26]. La bibliothèque est attenante à l'école primaire « le Pré vert ».
- MJC centre social 3 Rivières[27].

### Sports
Beauchastel a été ville-étape du Tour cycliste féminin international de l'Ardèche 2019.
Beauchastel a été la ville d'arrivée de la première étape du Critérium du Dauphiné 2022.

### Médias
La commune est située dans la zone de distribution de deux organes de la presse écrite :
- L'Hebdo de l'Ardèche, journal hebdomadaire français basé à Valence et couvrant l'actualité de tout le département de l'Ardèche ;
- Le Dauphiné libéré, journal quotidien de la presse écrite française régionale distribué dans la plupart des départements de l'ancienne région Rhône-Alpes, notamment l'Ardèche. La commune est située dans la zone d'édition de Privas.

### Cultes

#### Culte catholique
La communauté catholique de la commune est rattachée à la paroisse « Saint-Nicolas-du-Rhône », elle-même rattachée au diocèse de Viviers.

#### Culte protestant
Le temple de l’Église réformée de France se trouve en bordure de la route nationale 86.

## Économie

### Entreprises et commerces

#### Agriculture
Beauchastel fait également partie de la zone d'appellation de plusieurs produits agricoles :
- Coteaux-de-l'ardèche, IGP, dans les 3 couleurs
- Comtés-rhodaniens, IGP, dans les 3 couleurs
- Châtaigne d'Ardèche AOC
- Jambon de l'Ardèche IGP
- Saucisson de l'Ardèche IGP
- Picodon AOC
- Poulet des Cévennes IGP
- Pintade de l'Ardèche
- Culture du pêcher (vallée de l'Eyrieux)

#### Industrie et artisanat
- L'usine hydroélectrique de la Compagnie nationale du Rhône sur le canal de dérivation du Rhône.

#### Commerces
- Tourisme (village médiéval)
- Piscine Tournesol municipale
- Bibliothèque de l'école primaire
- Bureau de tabac de la Basse-ville
- Boulangerie de la Basse-ville
- Pizzeria le patio

## Culture locale et patrimoine

### Patrimoine religieux
- Église Saint-Jean-l'Évangéliste de Beauchastel du XIXe siècle.
- Temple de Beauchastel.

### Lieux et monuments
- Ancien village médiéval de Bellum Castrum (alias Belcastel, Beauchastel), place fortifiée. En 1179, les premiers seigneurs, les Retourtour (il y eut notamment trois Briand de Retourtour, dont Briand III († 1379), à la mort duquel la famille de Retourtour fut suivie par les Tournon), pour se défendre des envahisseurs, font ériger un donjon, des tours et des remparts que l'on franchit par des portes fortifiées. Le bourg est construit sous l'ancien château. Pendant les guerres de Religion le village est ravagé, en 1622, sur ordre de Louis XIII, les fortifications de Beauchastel sont rasées ; les remparts et les tours de défense disparaissent. Malgré ces démolitions, le site du village conserve jusqu'au début du XXe siècle son aspect médiéval qui s'enrichit d'éléments architecturaux de la Renaissance.
- L'ancien château datant du XIIe siècle couronne le village. Il se limitait sans doute à ce donjon protecteur à base carrée dont il ne reste qu'un pan de mur. Il est détruit en même temps que le village lors des guerres de Religion.
- Église du XVIIIe siècle (1761).
- Maison du patrimoine (juin 1990) fermée.
- Usine hydroélectrique sur le canal de dérivation du Rhône.
- Point infos + visite guidée juillet-août.
- La piscine municipale. Piscine Tournesol construite en 1975.

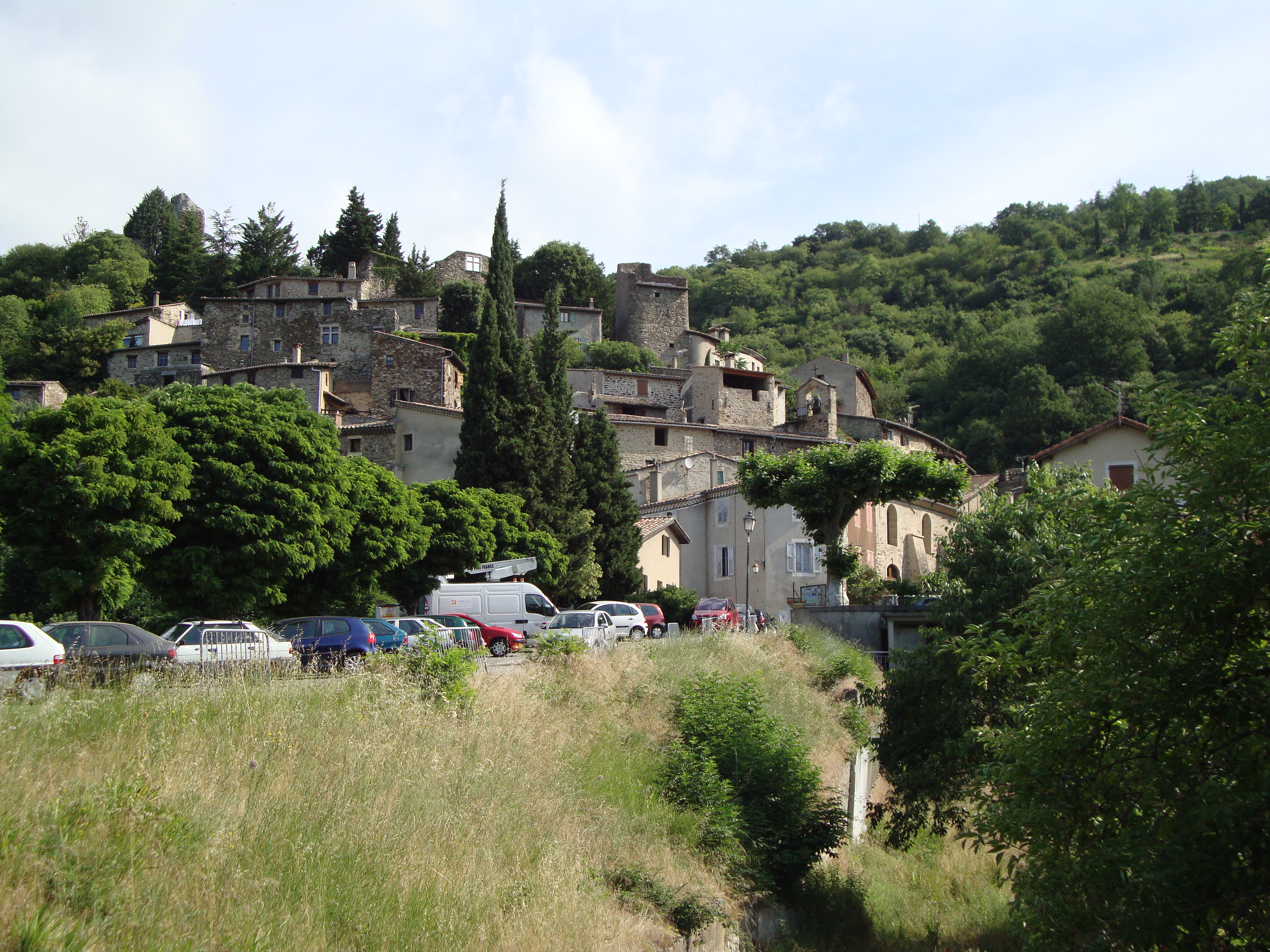
Vue du village.
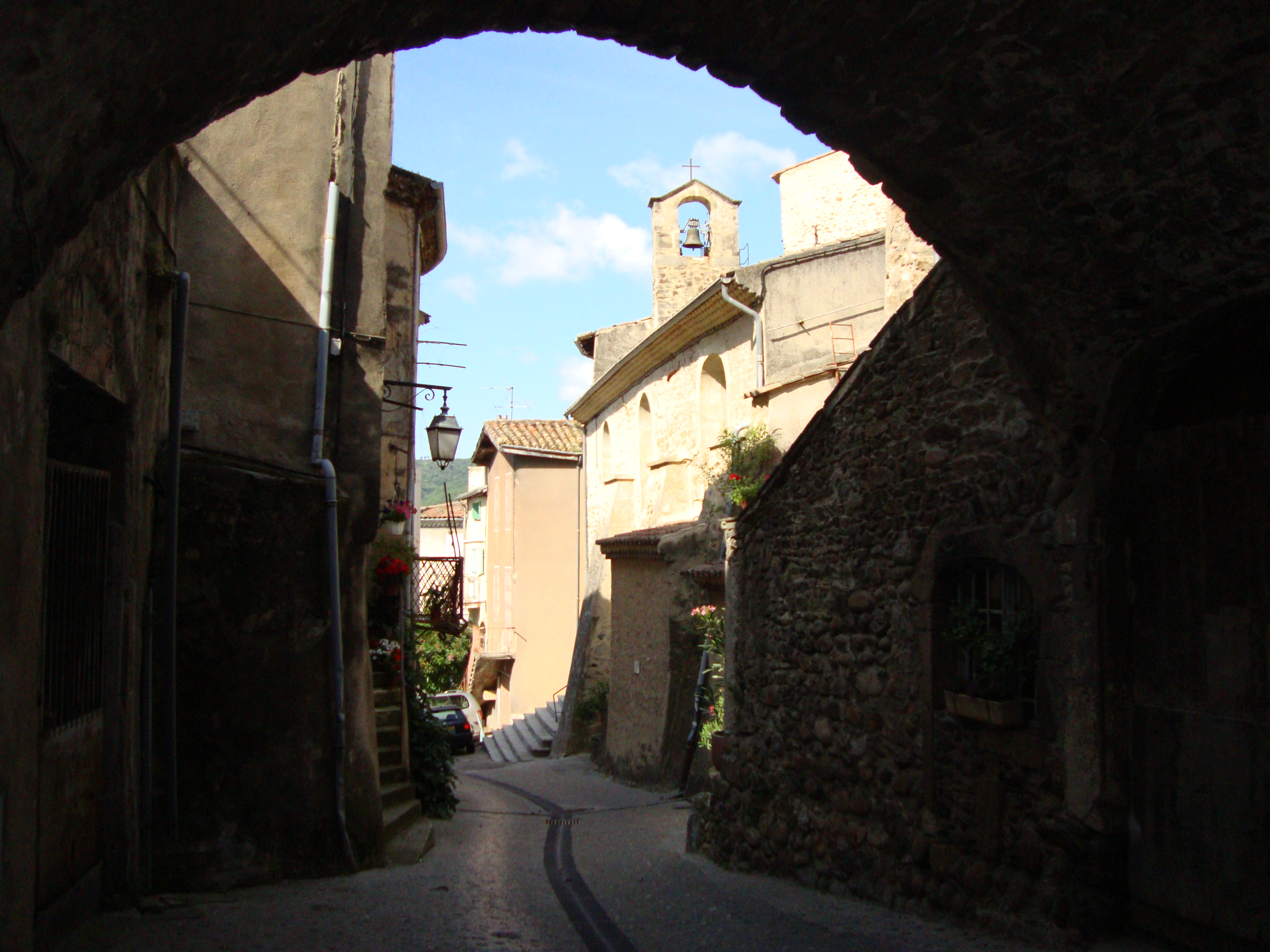
Vieux village : ruelle et église.
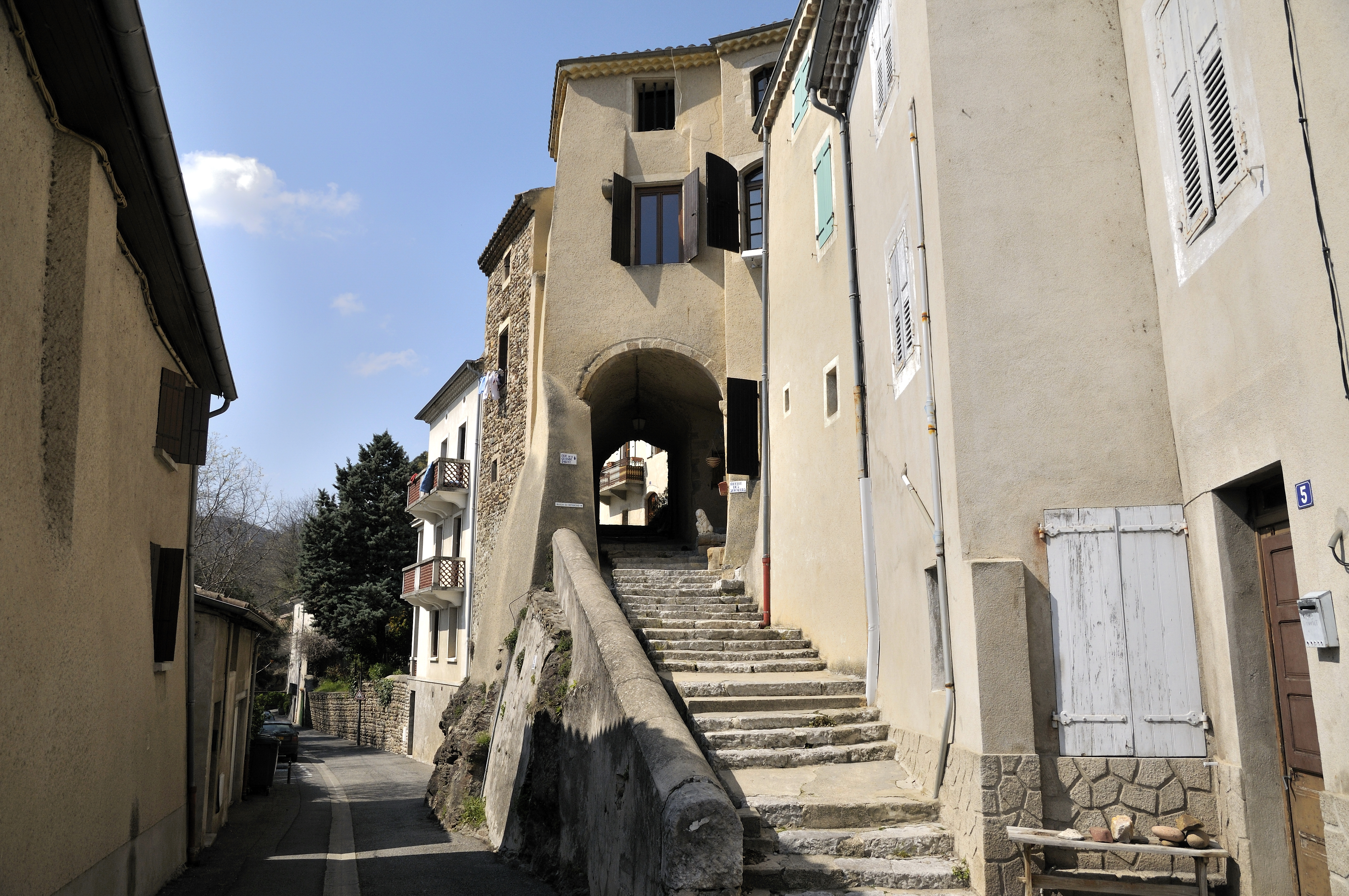
Rue de la Grande-Porte.
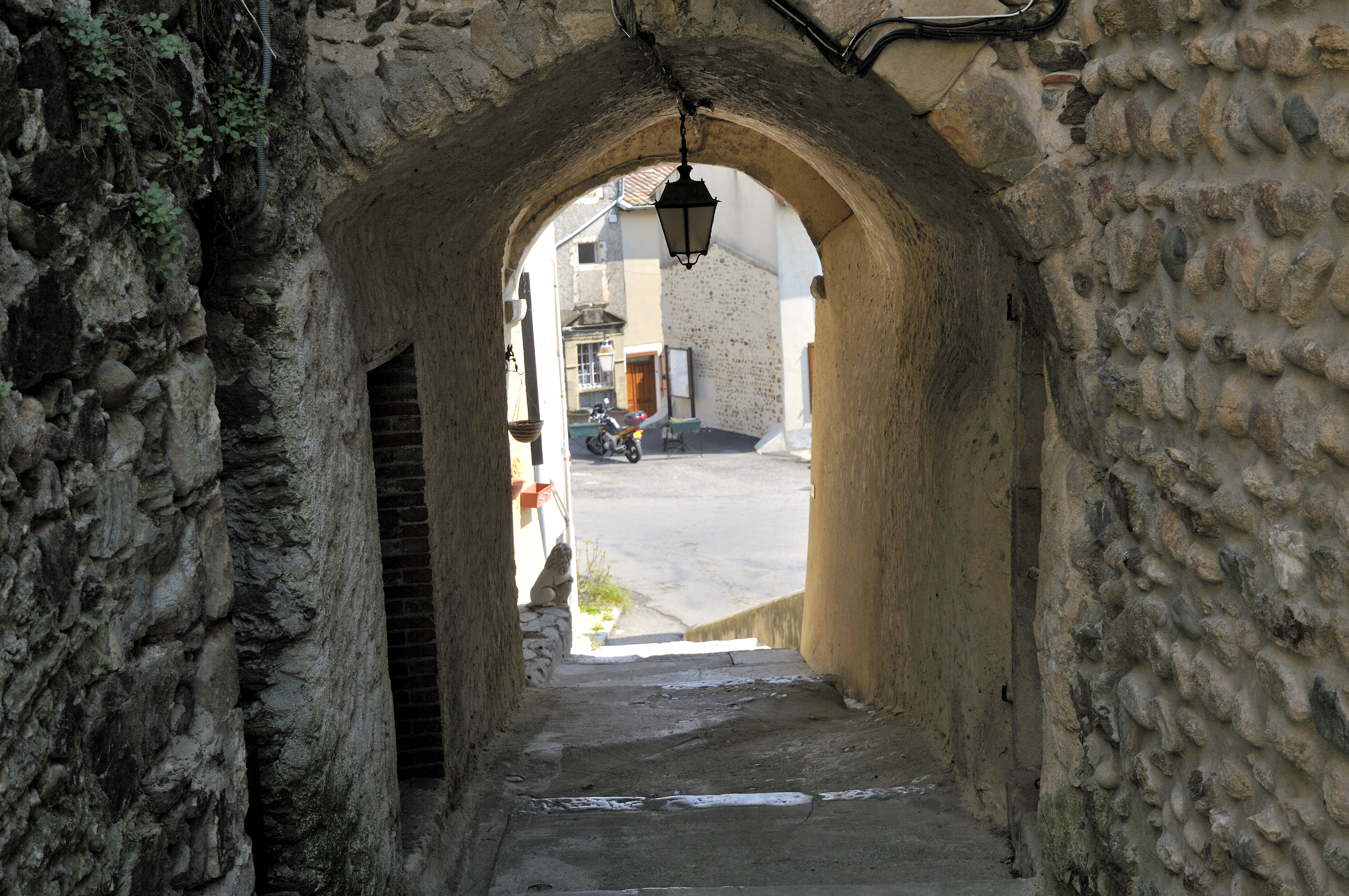
Porte d'entrée du village.
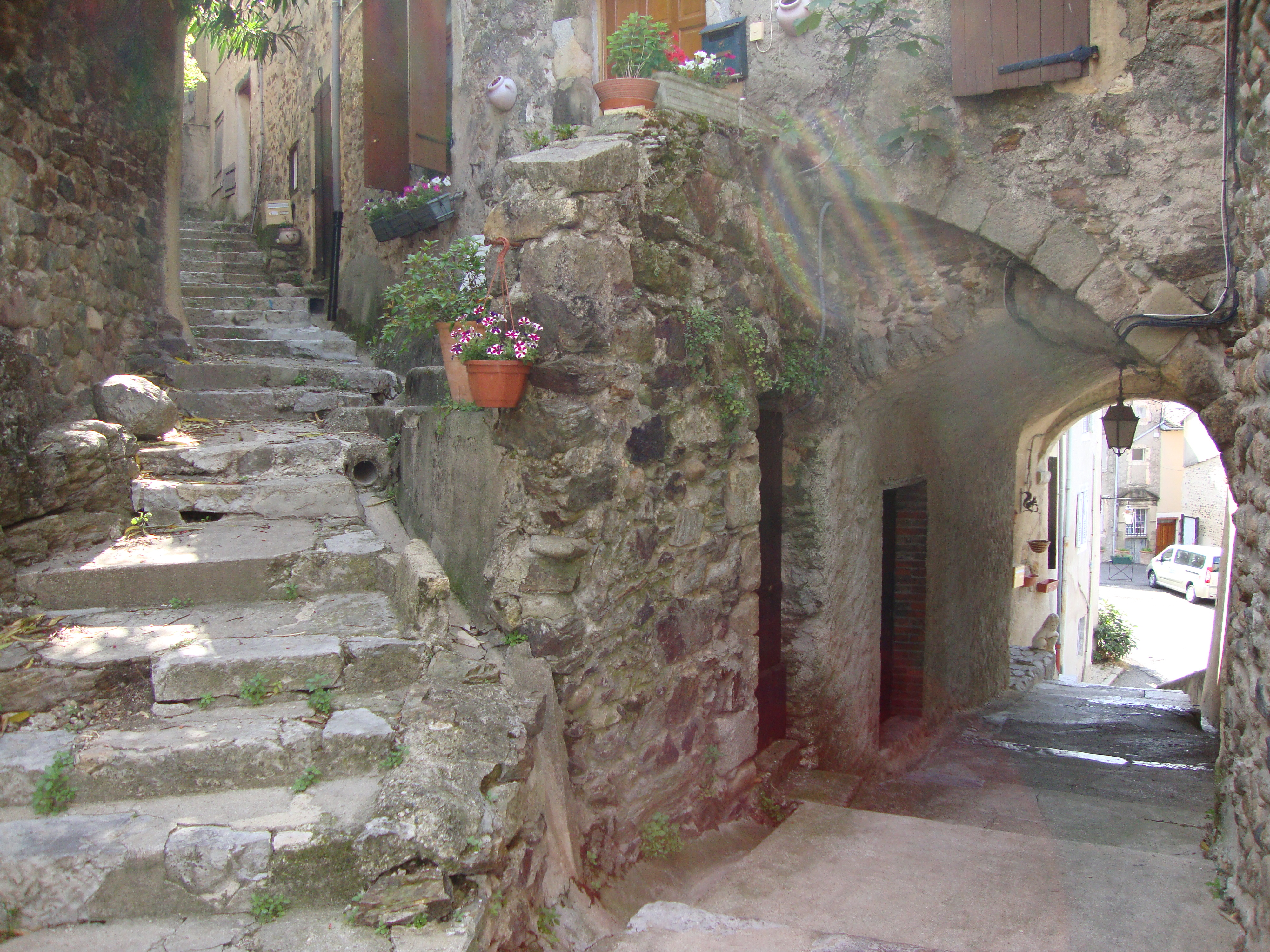
Vieux village : ruelle en escalier.
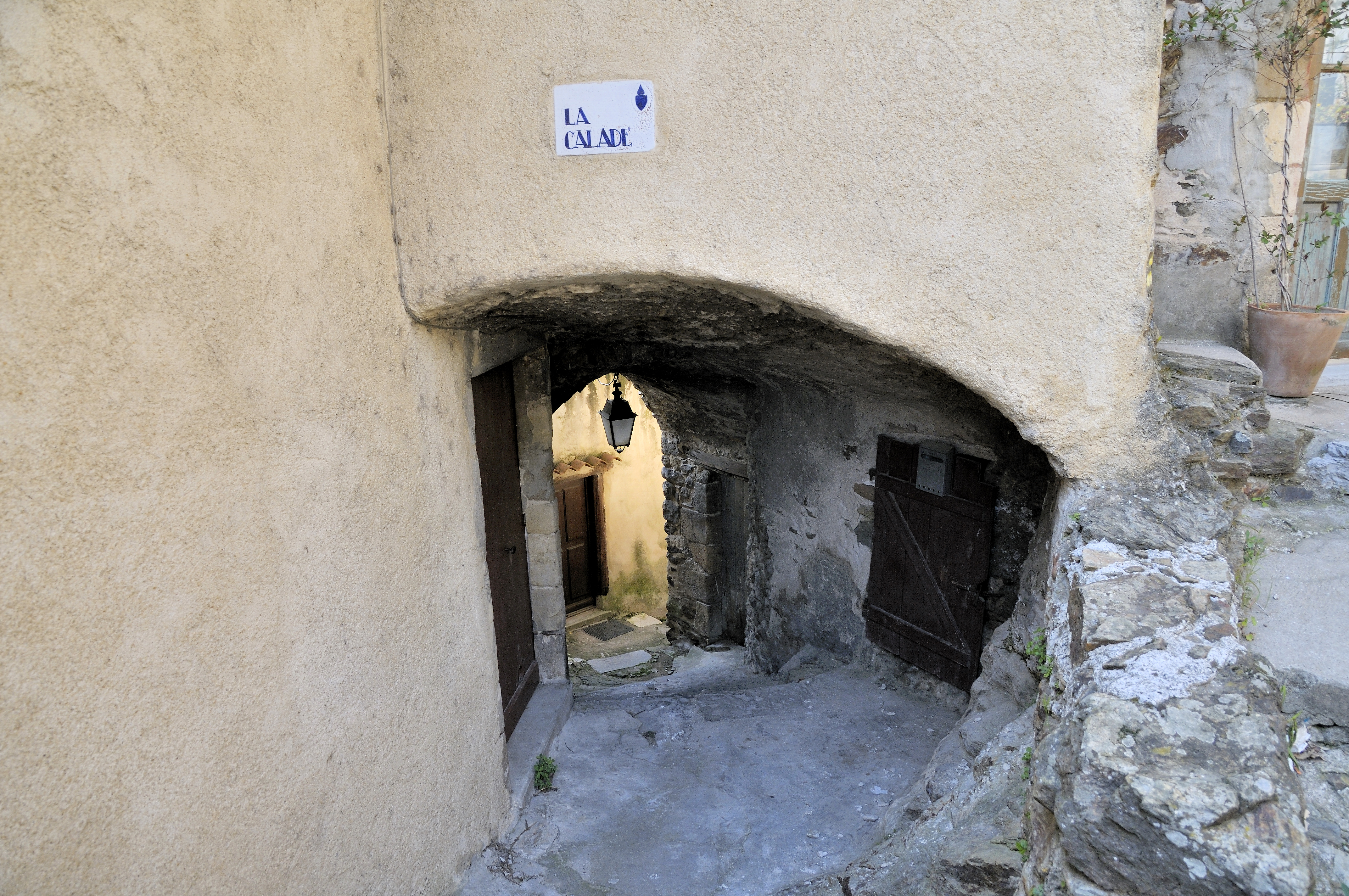
Calade.
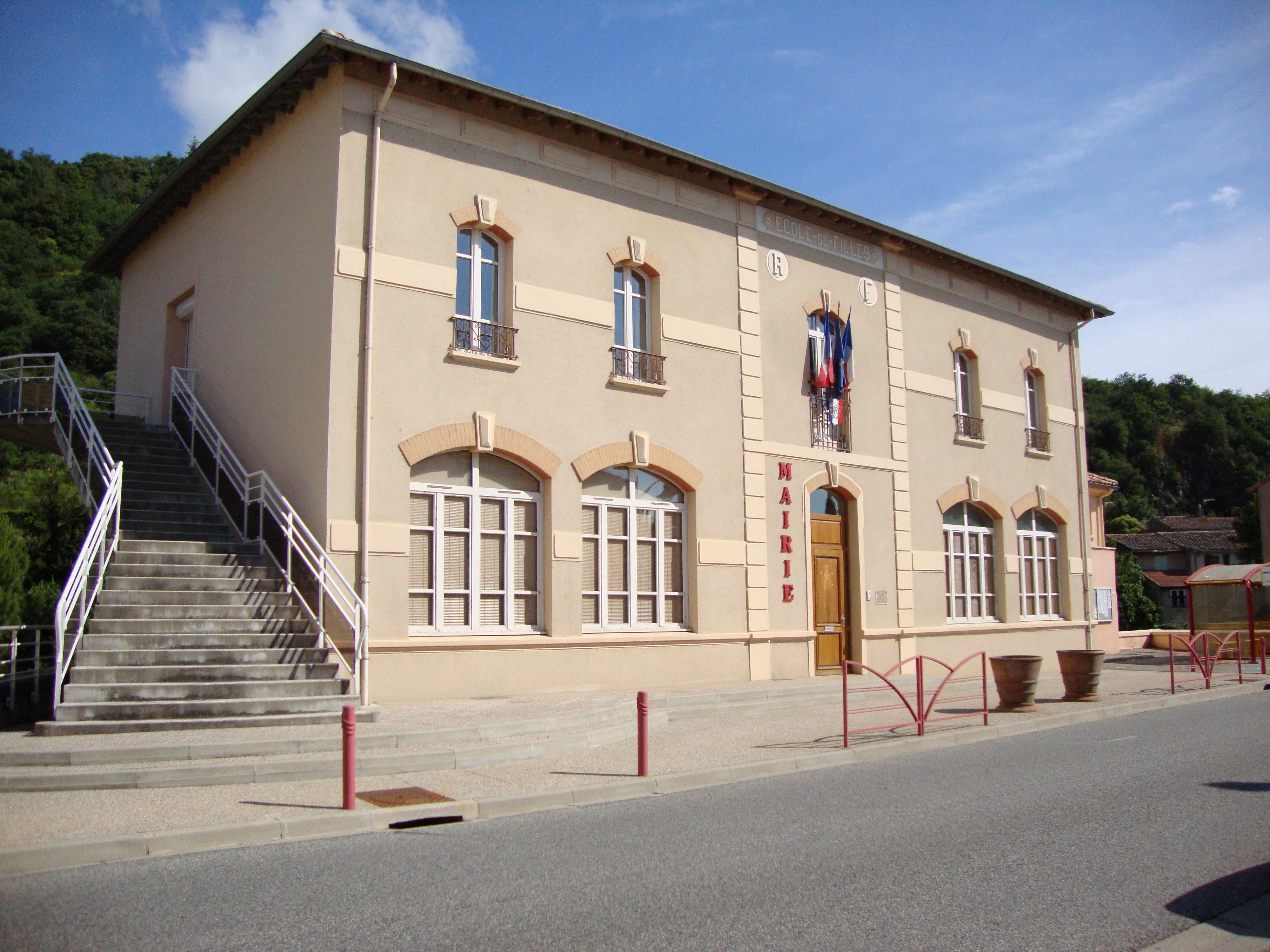
Mairie-école.
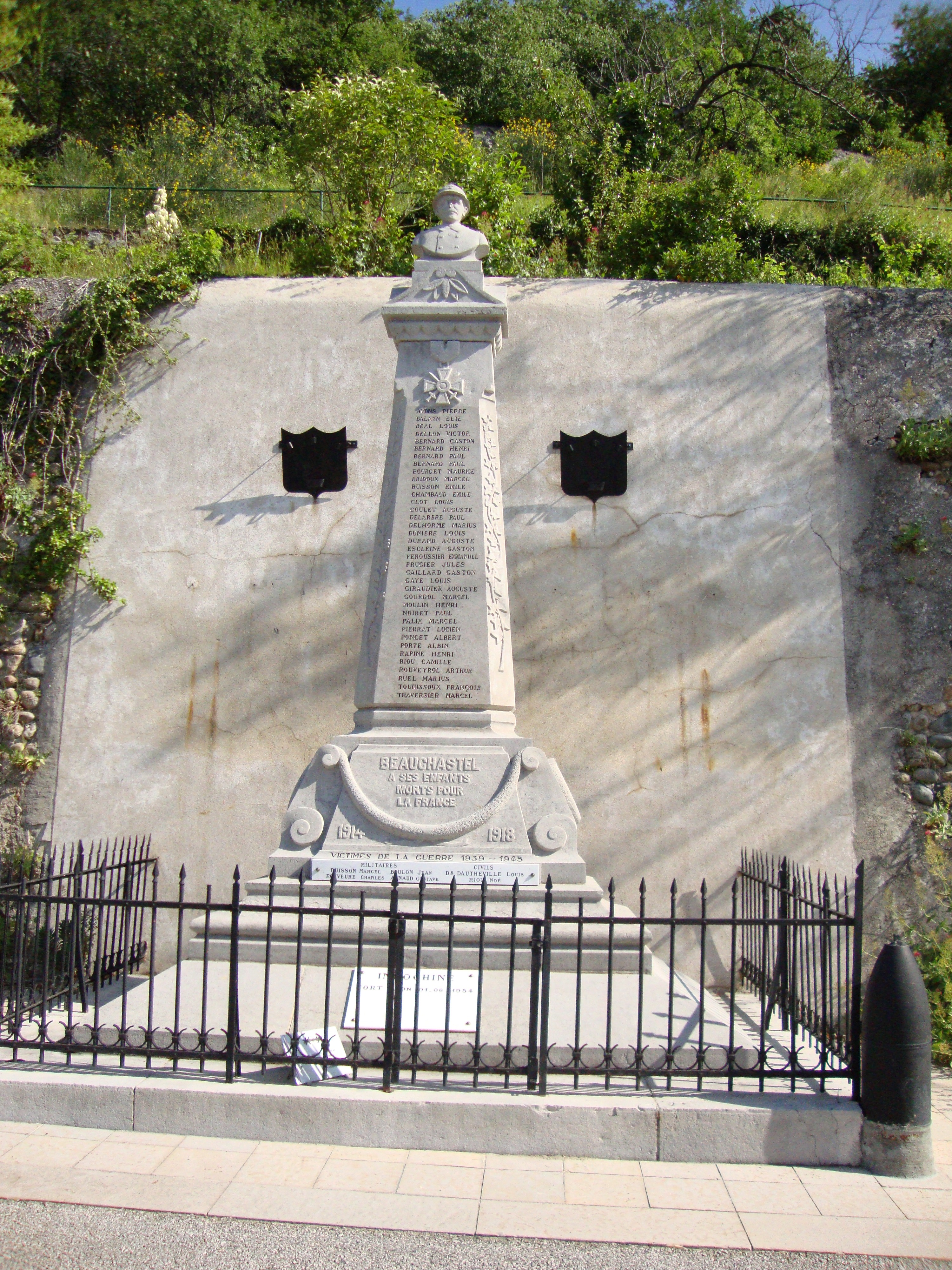
Monument aux morts.
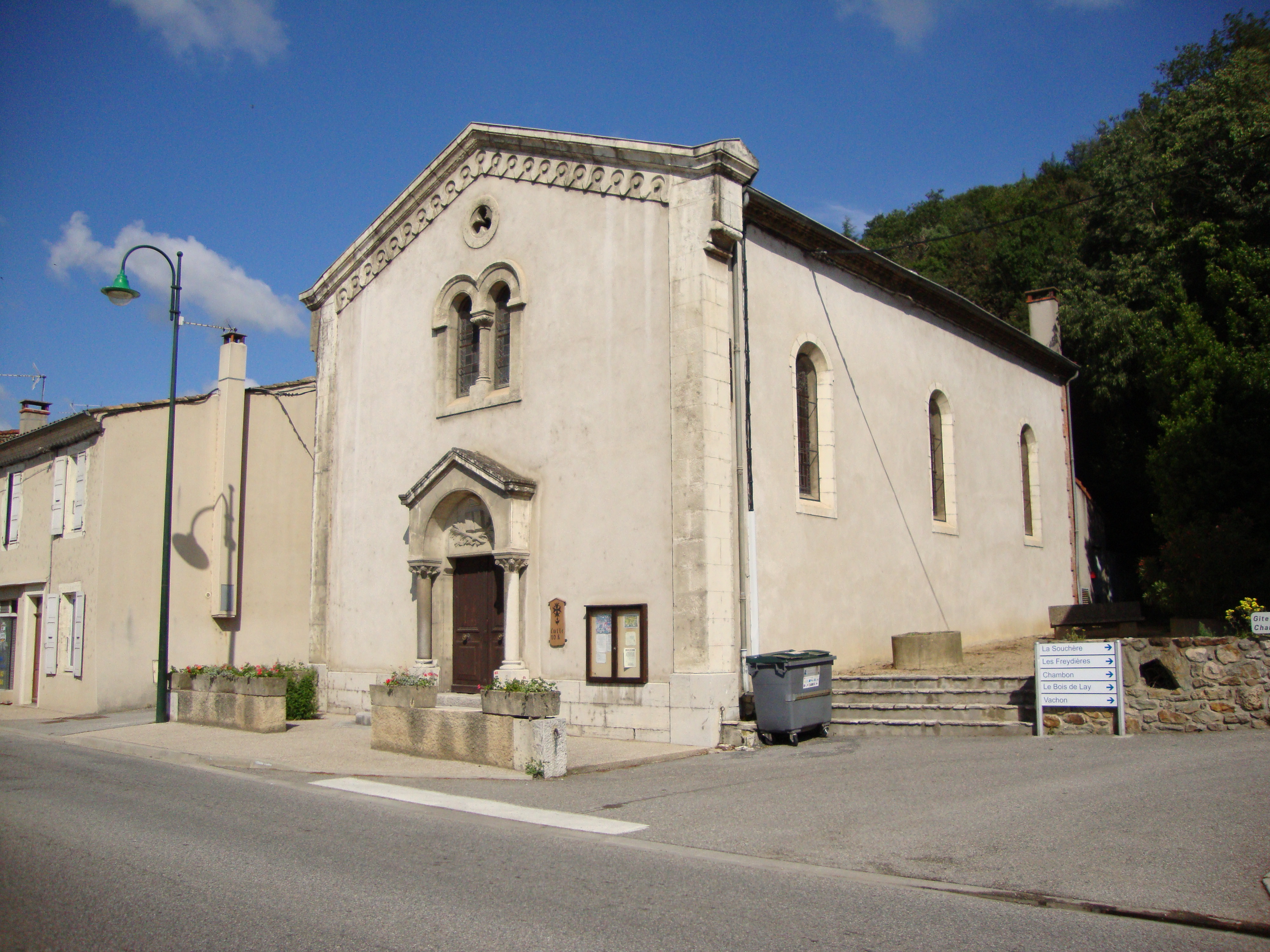
Temple.
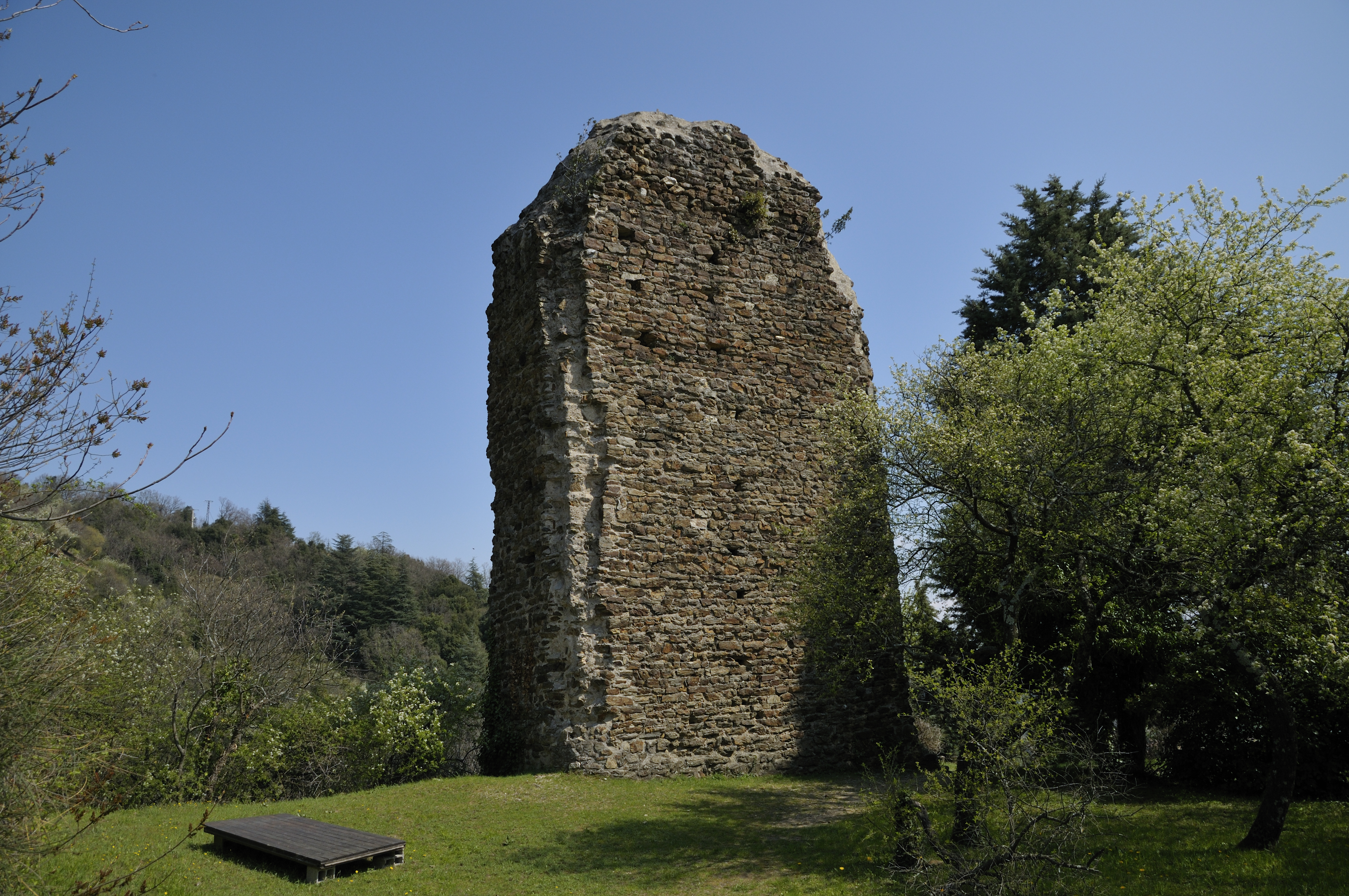
Reste du château.

### Personnalités liées à la commune
- Alphonse Gurlhie (artiste d'Art brut) né en 1862 à Chandolas (Ardèche) et mort en 1944 à Beauchastel[29]

### Héraldique
|  | Beauchastel possède des armoiries dont l'origine et le blasonnement exact ne sont pas disponibles. |